# Gurara

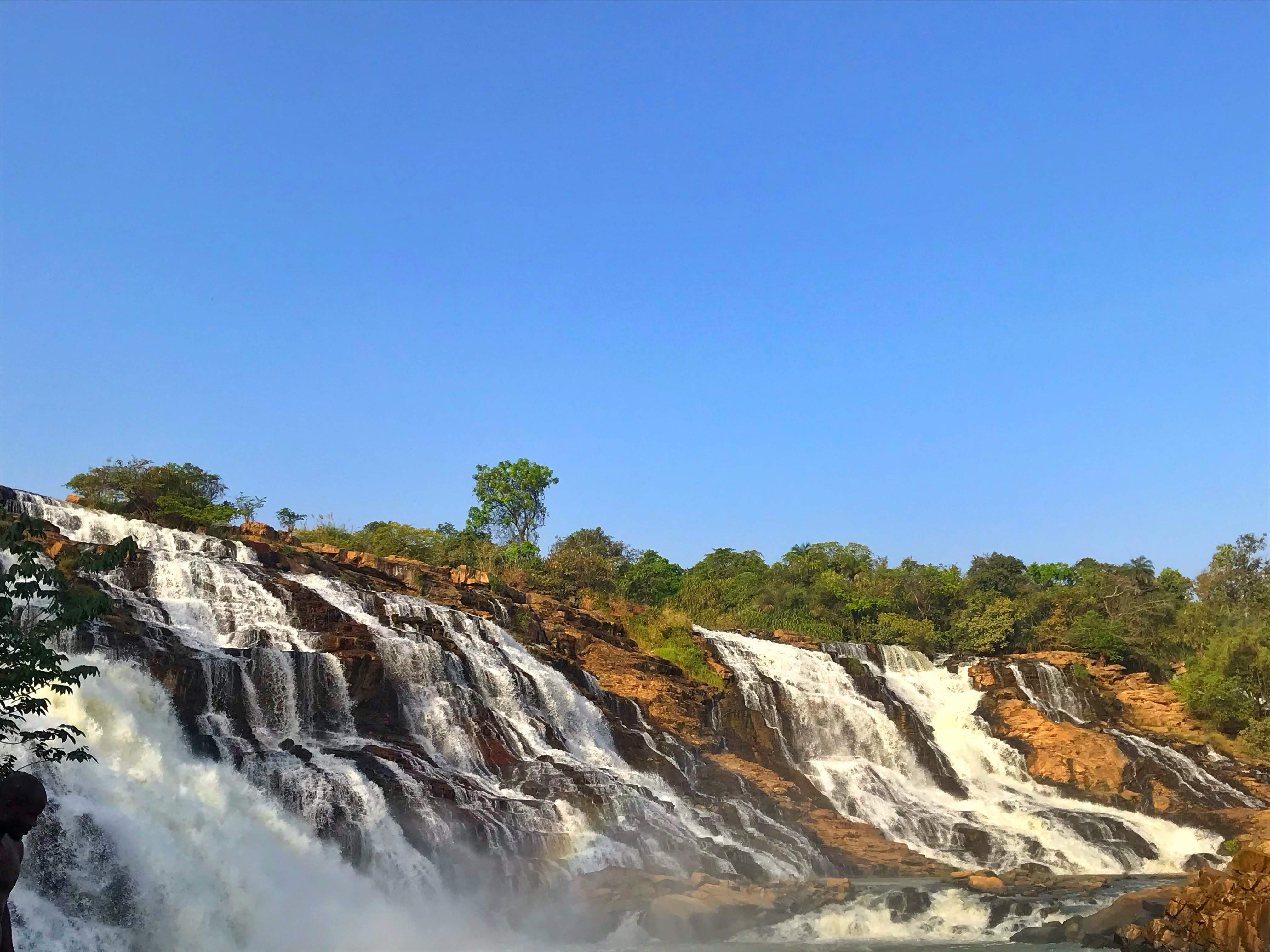
Chutes d'eau sur le fleuve Niger à Gurura. Décembre 2019.

Gurara est une zone de gouvernement local de l'État de Niger au Nigeria,.

## Source
- (en) Cet article est partiellement ou en totalité issu de l’article de Wikipédia en anglais intitulé « Gurara » (voir la liste des auteurs).